# Geviert (Typografie)
| Details                                                                                       | Abmessungen                                                              |
| --------------------------------------------------------------------------------------------- | ------------------------------------------------------------------------ |
| 1. Punze 2. Schriftbild 3. Fleisch 4. Konus 5. Achselfläche 6. Kegel 7. Signatur 8. Gießrille | a Kopf b Schulterhöhe a+b Schrifthöhe c Dickte d Kegelstärke / Kegelhöhe |

Grau unterlegt: Geviert, Halbgeviert und Viertelgeviert

Aufbau einer Bleisatz-Letter. Beim Geviert gilt c = d, die Fläche entspricht also d².

Das Geviert [ɡəˈfiːɐ̯t] ist eine typografische Maßeinheit aus der Zeit des Bleisatzes mit beweglichen Lettern, die auch im modernen Satz am Rechner noch verwendet wird.
Geviert ist eine veraltete Bezeichnung für Quadrat und bezeichnet die nicht druckende Fläche mit gleicher Breite (Dickte) und Höhe in der Papier-Ebene, also die Kegelstärke des Schriftkegels. Demzufolge definiert das Geviert in der Senkrechten den Mindestzeilenabstand einer Schrift (im Kompress-Satz) und in der Waagrechten – in verschiedenen Unterteilungen bis zu einem 24stel – den Abstand zwischen Wörtern und Satzzeichen, zugleich die Länge der Geviertstriche.
Halbgeviert ist die Hälfte dieser Breite, verwendet etwa beim Halbgeviertstrich. Der übliche Wortabstand (das Leerzeichen) etwa beträgt ein Viertelgeviert. Das Halbgeviert entspricht auch der Dickte von Tabellenziffern.
Mit dem Achtelgeviert wird gesperrt.
Die im Englischen verwendeten Bezeichnungen Em für „Geviert“ und En für „Halbgeviert“ sollten nur als Näherung verstanden werden, denn die Breite der Buchstaben M und N ist für die Definition von Geviert (also Em) und Halbgeviert (also En) nicht maßgeblich. Außerdem ist das Geviert im klassischen Letternsatz aufgrund des typographischen Fleisches (in der Grafik 3) etwas größer als der größte Buchstabe.
| Typografisches Zeichen           | HTML-Entität | XML/XHTML dezimal | XML/XHTML hexadezimal | Unicode | TeX/LaTeX                   |
| -------------------------------- | ------------ | ----------------- | --------------------- | ------- | --------------------------- |
| Doppelgeviert                    |              |                   |                       |         | \qquad                      |
| Geviert                          | &emsp;       | &#8195;           | &#x2003;              | U+2003  | \quad                       |
| Halbgeviert                      | &ensp;       | &#8194;           | &#x2002;              | U+2002  | \enskip bzw. \enspace       |
| Drittelgeviert                   | &emsp13;     | &#8196;           | &#x2004;              | U+2004  | \hskip .33333em\relax       |
| Viertelgeviert                   | &emsp14;     | &#8197;           | &#x2005;              | U+2005  | \hskip .25em\relax          |
| Fünftelgeviert                   | &thinsp;     | &#8201;           | &#x2009;              | U+2009  | \hskip .2em\relax           |
| Sechstelgeviert                  |              | &#8198;           | &#x2006;              | U+2006  | \thinspace                  |
| Achtelgeviert                    |              |                   |                       |         | \hskip .125em\relax         |
| Doppelgeviertstrich (⸺)          |              | &#11834;          | &#x2E3A;              | U+2E3A  | \char"2E3A (benötigt XeTeX) |
| Geviertstrich (—)                | &mdash;      | &#8212;           | &#x2014;              | U+2014  | --- bzw. \textemdash        |
| Dreiviertelgeviertstrich         |              |                   |                       |         | \textthreequartersemdash    |
| Zweidrittelgeviertstrich         |              |                   |                       |         | \texttwelveudash            |
| Halbgeviertstrich (–)            | &ndash;      | &#8211;           | &#x2013;              | U+2013  | -- bzw. \textendash         |
| Viertelgeviertstrich (Divis) (‐) |              | &#8208;           | &#x2010;              | U+2010  |                             |
| Bindestrich-Minus (-)            |              | &#45;             | &#x2D;                | U+002D  | -                           |
| Minuszeichen (−)                 | &minus;      | &#8722;           | &#x2212;              | U+2212  | \minus bzw. $-$             |